# Damien-Paul Gal
Pour les articles homonymes, voir Gal.
Damien-Paul Gal, également surnommé DPG, est un artiste de street art et plasticien français d'origine bretonne établi à Bruxelles, en Belgique.

## Biographie
Damien-Paul Gal est né en 1976 en Bretagne[source insuffisante],.
C'est à Rennes que commence sa carrière artistique[source insuffisante]. Son travail d'artiste commence dès l’âge de 18 ans et s'enrichit de performances scéniques, de vidéos, d'installations ainsi que de rencontres riches et variées, comme par exemple celle de Benjamin Spark[source insuffisante] un artiste peintre franco-belge né en France en 1969.
Il déclare lui-même : « J'ai choisi de devenir artiste parce que le milieu médical, militaire, l’ingénierie,…ne m’attiraient pas. Je viens d’un milieu assez aisé mais j’ai tout perdu parce que j’ai choisi de me diriger vers l’art. La seule aide précieuse que j’ai, c’est moi et mes relations, que j’ai acquises au fil des ans »
En 2003, il s'installe à Bruxelles, où il vit et travaille.

## Style et technique
Inspiré à la fois du pop art et du street art, Damien-Paul Gal produit des œuvres qui montrent un véritable concentré de culture urbaine urbain.
Cet artiste plasticien vit dans un monde consumériste : « Aujourd'hui, après les grandes fresques colorées, je m'intéresse au consumérisme. Je critique la société de consommation avec différents outils ».
Adepte de la récupération et de l'écologie, il réutilise dans ses œuvres les déchets engendrés par la société de consommation, comme des cannettes, des cartons d'emballage ou des sacs plastiques, pour dénoncer la société même qui nous opprime,,,,,.
Il utilise la technique du pochoir ainsi que le thermoformage, une technique qui mixe différents matériaux,. Une de ses techniques préférées est de poser du plastique thermoformé sur un sac Louis Vuitton, qu'il se procure par divers moyens : « Je fais de l'échange, du troc où j'achète en seconde, voir en tiers, main. Parfois je donne une œuvre en échange d'un sac ». Ce faisant, il estime être un des héritiers du pop art.
Comme le souligne le Service de la Culture de la Ville de Bruxelles, organisateur du festival de street art Carte de Visite | ARTopenKUNST auquel Damien-Paul Gal participe tous les ans depuis 2014 : « S’il était né au début du XXe siècle, DPG aurait sans doute été surréaliste ».

## Récompenses
Damien-Paul Gal remporte en 2011 la première édition de l'« Open des artistes 2011 » de Monaco, un partenariat entre la galerie d'art l'Entrepôt et Monaco Télécom,.

## Accueil critique
Pour Aymeric Mantoux, de la Hôte Gallery à Bruxelles « On peut trouver dans son interrogation « Dans Quel monde Vuitton ? » qui orne nombre de ses œuvres, une manière de filiation avec le célèbre « Ceci n’est pas une pipe » » de René Magritte. Mantoux estime que « si l’ensemble de son travail tend à réactualiser la critique du pop art contre les dérives de la société de consommation, il ne saurait s’y résumer. Il y a assurément chez Damien-Paul Gal une démarche qui rappelle celle des nouveaux réalistes, César, Armand entre autres, dans sa mise en abyme de sacs plastiques fondus et assemblés. D’aucuns croient voir dans sa démarche un énième avatar du street art, tout en ayant bien du mal à définir ce vaste univers. Mais les pochoirs ou la bombe ne sont chez lui qu’un médium comme un autre, pas une fin en soi ». Et il conclut : « Qu’elle se nourrisse de papier recyclé ou du monogramme d’une marque de luxe mondialisée, son œuvre aborde une problématique majeure pour l’artiste : la relation de l’individu à son environnement, et questionne la durabilité du modèle de développement occidental ».

## Expositions
Damien-Paul Gal participe à de nombreuses expositions individuelles et collectives, principalement à Bruxelles, mais également à Rennes, Mons, Paris, Angers et Monaco[source insuffisante].

### Expositions individuelles
- juin 2000 : Jardin Moderne à Rennes
- mars 2007 : Diamond Club at Dallas, rue Sainte-Anne 27 à Bruxelles
- septembre 2008 : galerie L'écuyer, avenue Louise 195 à Bruxelles
- 2009 : Garage Peugeot
- janvier-février 2011 : galerie Varine Gincourt, boulevard de Courcelles 110 à Paris
- novembre-décembre 2011 : Dead or Alive, galerie d'art l'Entrepôt à Monaco

### Expositions collectives
- mai 2006 : Rebirth, Production Gallery, rue de l'Argonne 35 à Bruxelles
- février 2007 : Bubble Time, Production Gallery, rue de l'Argonne 35 à Bruxelles
- octobre 2008 : Asseoir l'espoir, Halles, rue Royale 22a à Bruxelles
- mars 2009 : Green Art and Design, Maison du Design, rue d'Havré 114 à Mons
- avril 2009 : Pop Affordable Fresh, avenue Louis à Bruxelles
- septembre 2009 : Art'n Bloom, Hôtel Bloom, rue Royale 250 à Bruxelles
- septembre 2009 : Plastic, Gesu Church, rue Royale 171 à Bruxelles
- septembre 2009 : Angel's Call, Tour et Taxis, avenue du Port 86c à Bruxelles
- novembre 2009 : United Artist Fair, Tour et Taxis, avenue du Port 86c à Bruxelles
- octobre 2009 : galerie Brénart, avenue Louise 221 à Bruxelles
- septembre 2010 : Summer Exhibition, Espace Art22, rue Van AA 22 à Bruxelles
- 2011 : Toy Stories, galerie Artemptation, avenue Louise 475 à Bruxelles
- mars-avril 2012 : De l'art contemporain à l'art urbain, Artfiller Gallery, avenue Louise 327 à Bruxelles
- mai à septembre 2013 : Artaq Angers festival des arts urbains
- octobre-novembre 2014 : Under the Wave, piscine Molitor à Paris[14]
- janvier 2015 : Sérieux s'abstenir, galerie ArtMagna à Bruxelles[15]
- avril 2018 : Peace of Art, Maison du Peuple de Saint-Gilles (Bruxelles)[16]

## Street Art

### FestivalCarte de Visite | ARTopenKUNSTà Bruxelles
De 2014 à 2022, Damien-Paul Gal participation à toutes les éditions du festival Carte de Visite | ARTopenKUNST organisé par le Service de la Culture de la Ville de Bruxelles.

### Kosmopolite Art Tour 2015 à Louvain-la-Neuve

#### Théâtre Jean Vilar
Lors du Kosmopolite Art Tour 2015 à Louvain-la-Neuve, un festival international d'art urbain (street art) et de graffiti qui s'est tenu du 31 juillet au 7 août 2015 à Louvain-la-Neuve en Belgique, Damien-Paul Gal et le graffeur brésilien Fredone Fone se partagent la décoration du Théâtre Jean Vilar.
D'un côté, Fredone Fone décore le petit escalier de secours accolé à l'entrée principale du Théâtre Jean Vilar, au sud-est du bâtiment,.
De l'autre côté, Damien-Paul Gal orne de peintures murales la tour en béton qui sert d'escalier de secours au nord du Théâtre Jean Vilar. Ces peintures sont recouvertes de peinture blanche en avril 2019.
La tour d'escalier en « béton brut » est ornée de peintures murales, dont l'élément le plus frappant est le grand portrait de Jean Vilar. Le sommet de la tour est orné sur une de ses faces d'un grand œil.
Damien-Paul Gal a peint plusieurs fois, sur le théâtre Jean Vilar et sur le parapet qui se trouve derrière, le cube en forme de K qui constitue le logo du festival Kosmopolite.

La tour d'escalier en « béton brut » ornée (de 2015 à 2019) de fresques de Damien-Paul Gal
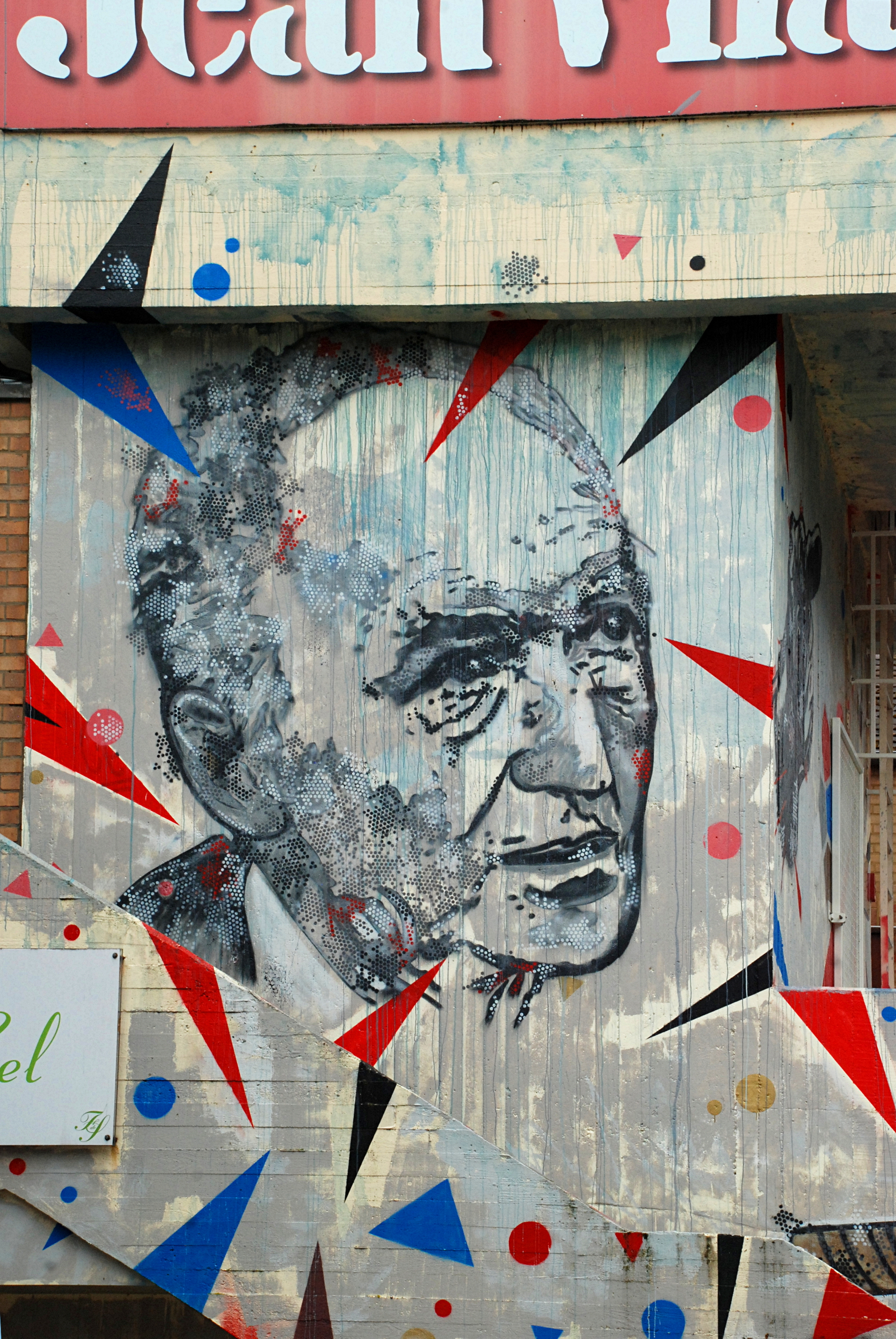
Portrait de Jean Vilar.
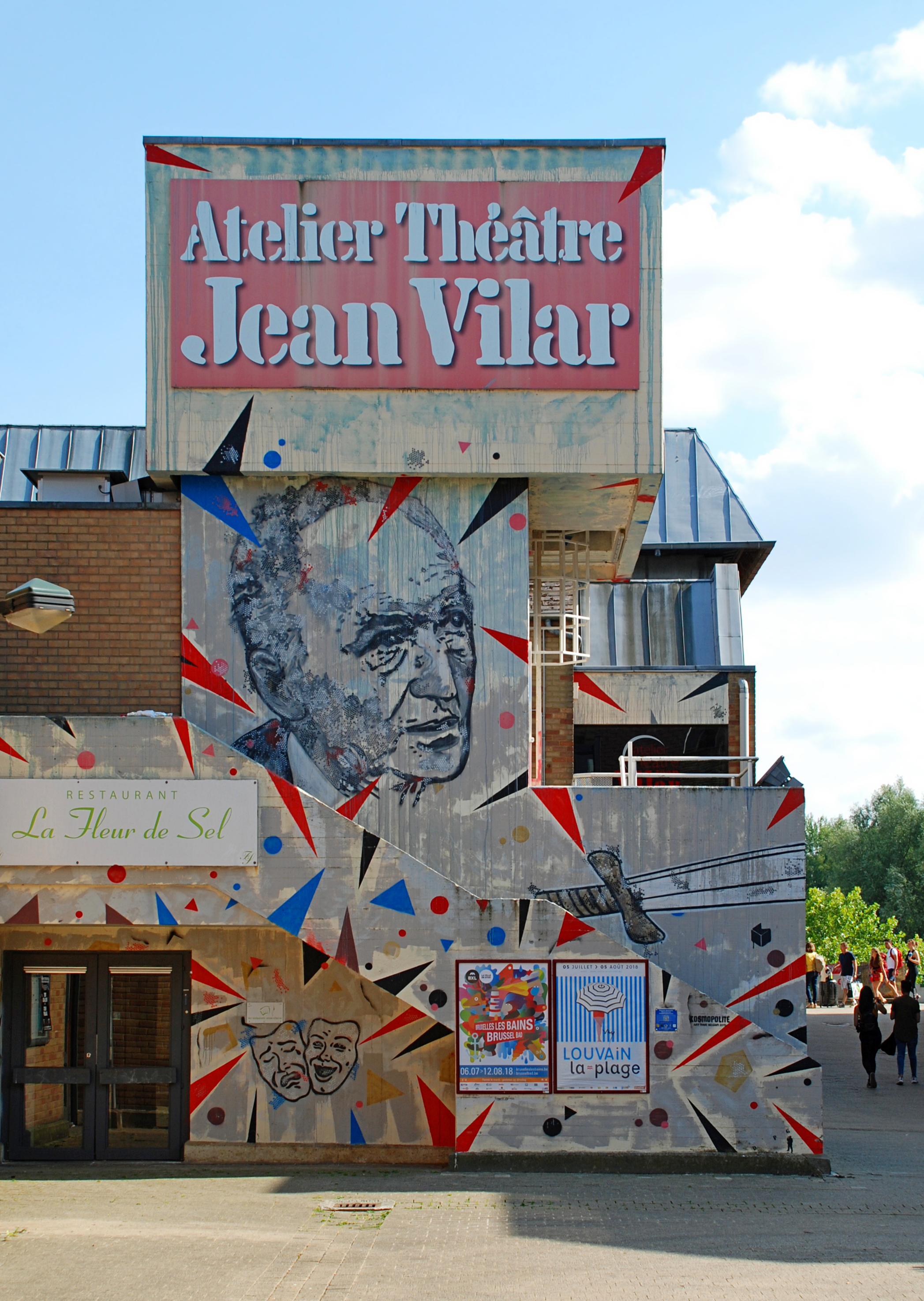
La tour d'escalier en « béton brut ».
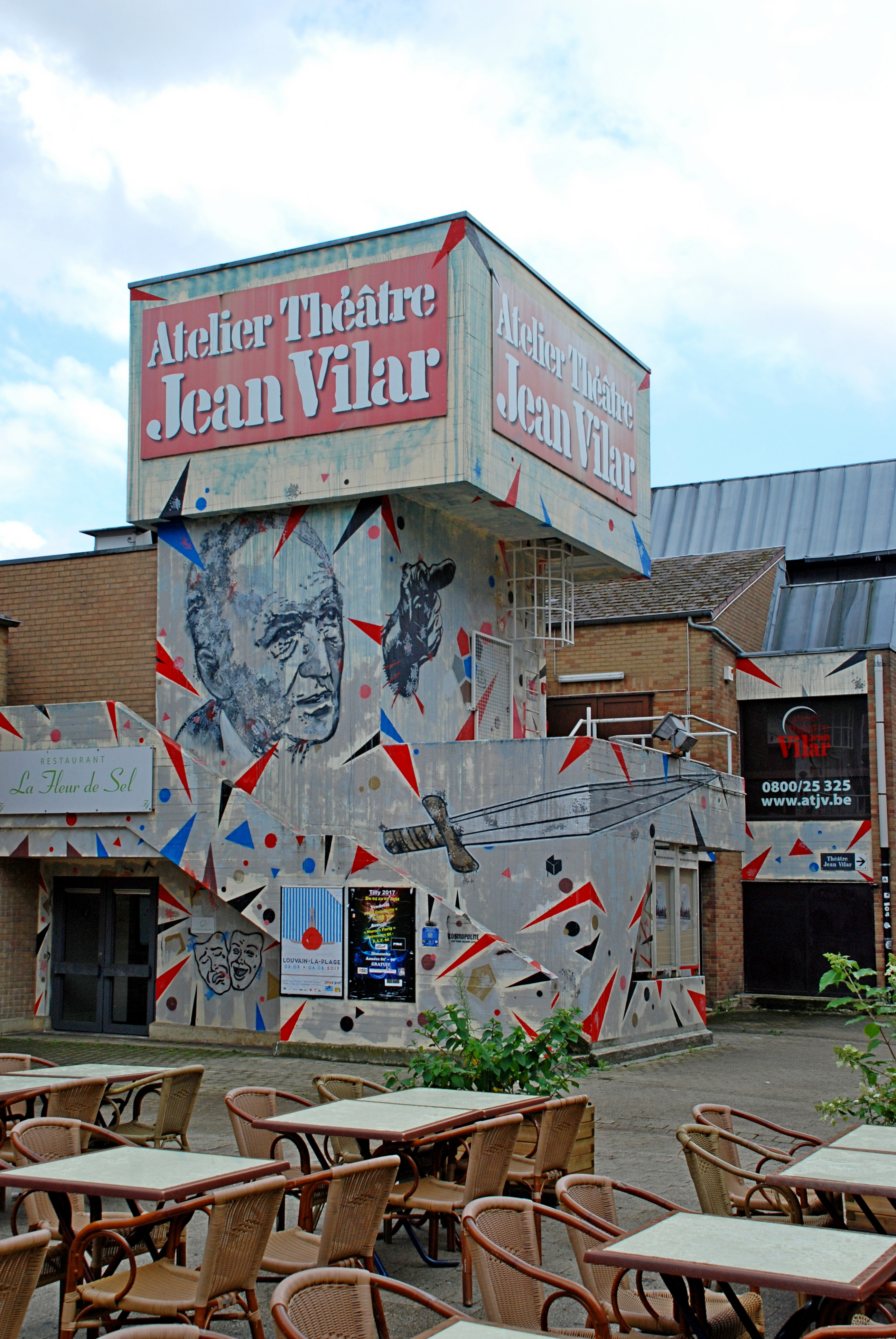
La tour et la place.
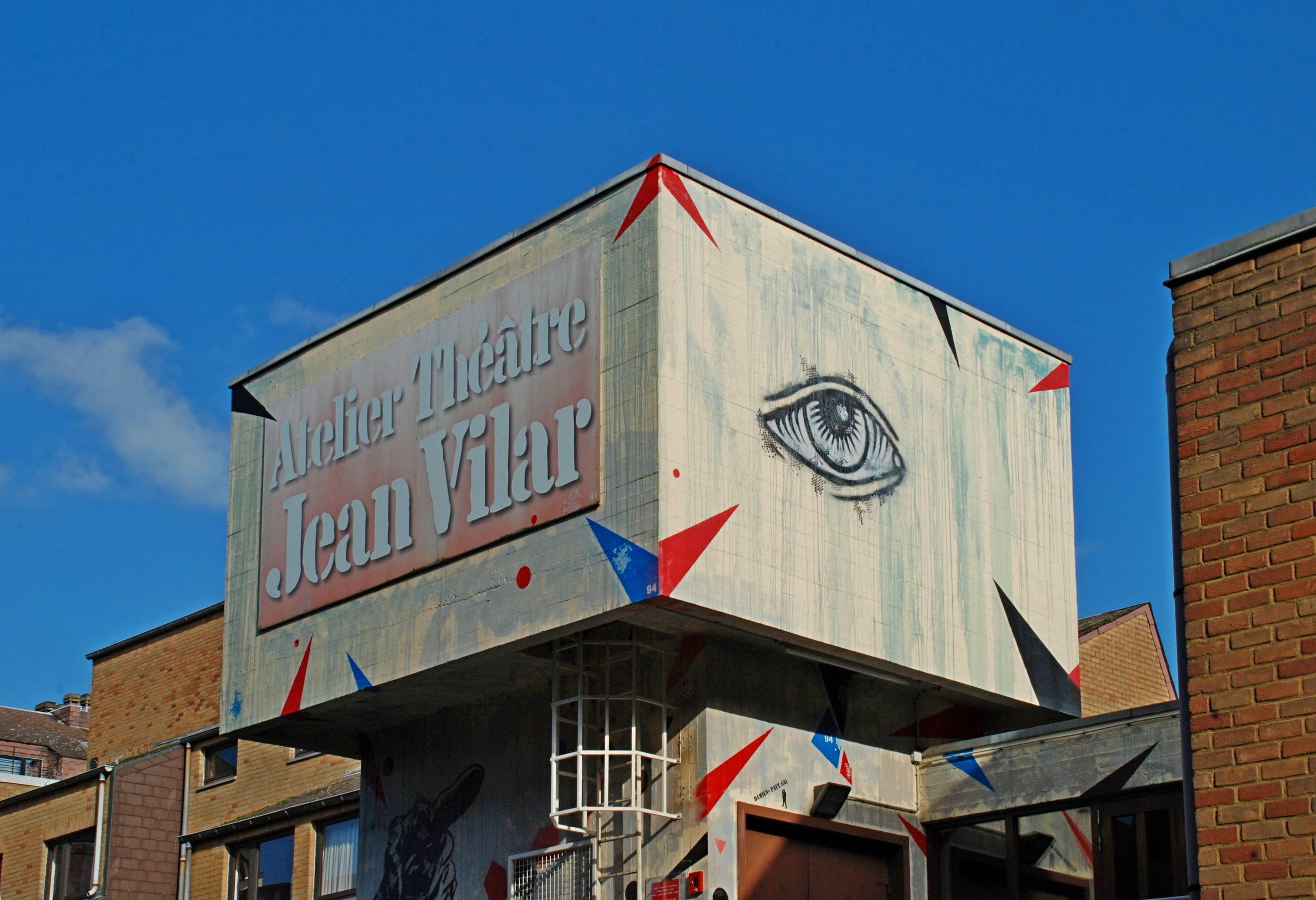
Le sommet de la tour orné d'un grand œil.
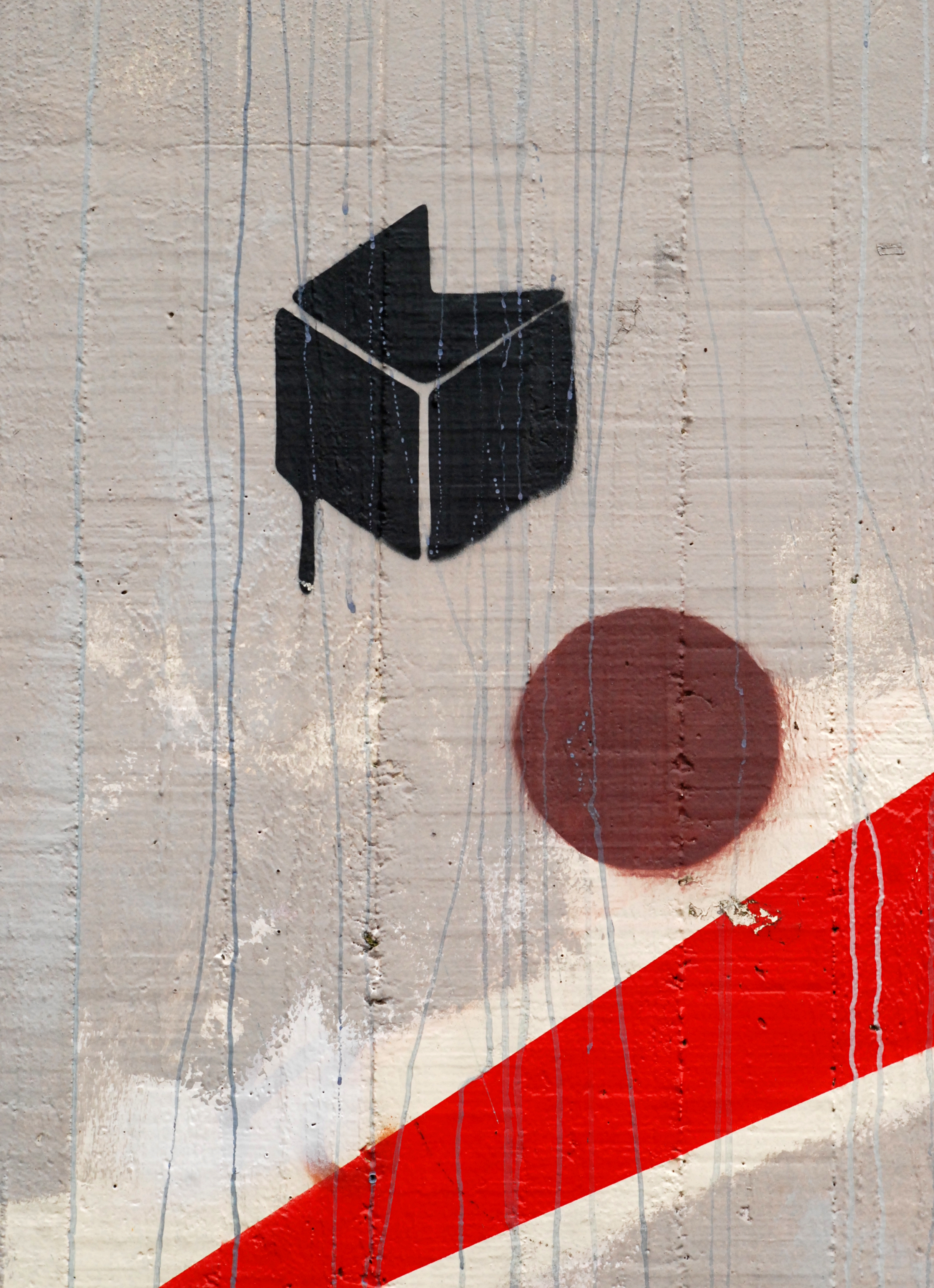
Le cube en forme de K qui constitue le logo du festival Kosmopolite.

L'artiste utilise une palette de motifs ornementaux comprenant des masques de théâtre, un glaive, de fins triangles de couleur rouge, noire ou bleue, des boules de diverses couleurs, des motifs dorés (boules, triangle pentagone) et même l'œil de la Providence, un œil figuré dans un triangle entouré de rayons de lumière. Il a peint les masques non seulement sur le Théâtre mais également sur le parapet.
L'artiste peint également un motif « 94 » qui ne correspond ni à l'année de sa naissance ni à son département d'origine, mais qui est en fait le logo du modèle de bombe aérosol Montana MTN94 très populaire parmi les graffeurs, et en particulier parmi ceux du Kosmopolite Art Tour 2015 à Louvain-la-Neuve, au nombre desquels Kool Koor, Zësar, Tyrsa, Zumi, Daer, Lady Alezia, 2Shy et les collectifs Anyway, Farm Prod et Art Osons, comme le montrent les photos et la vidéo de 2015 que l'on peut encore apercevoir sur le portfolio de photos présenté sur le site Spraymiummagazine.

Ornements
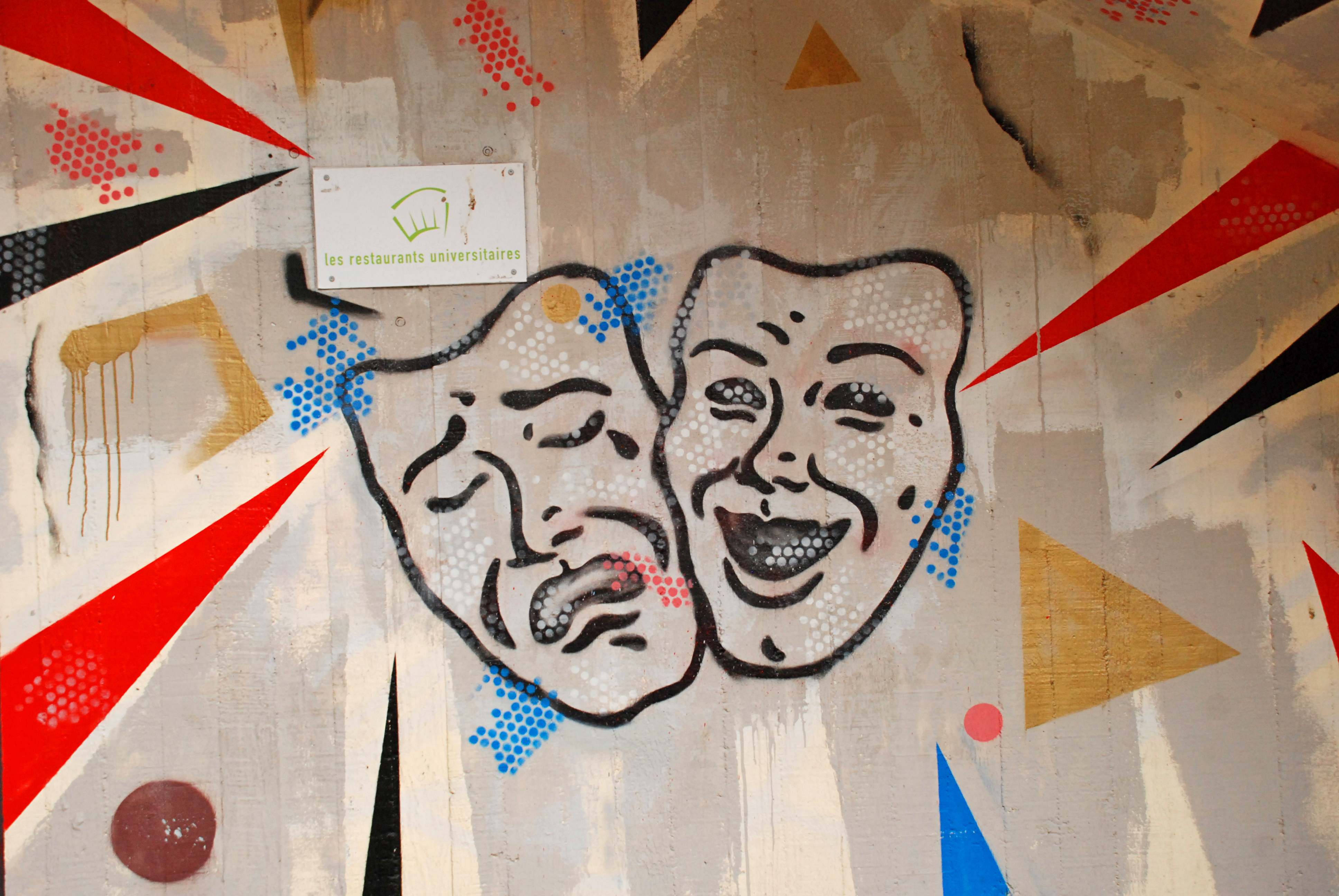
Masques de théâtre.
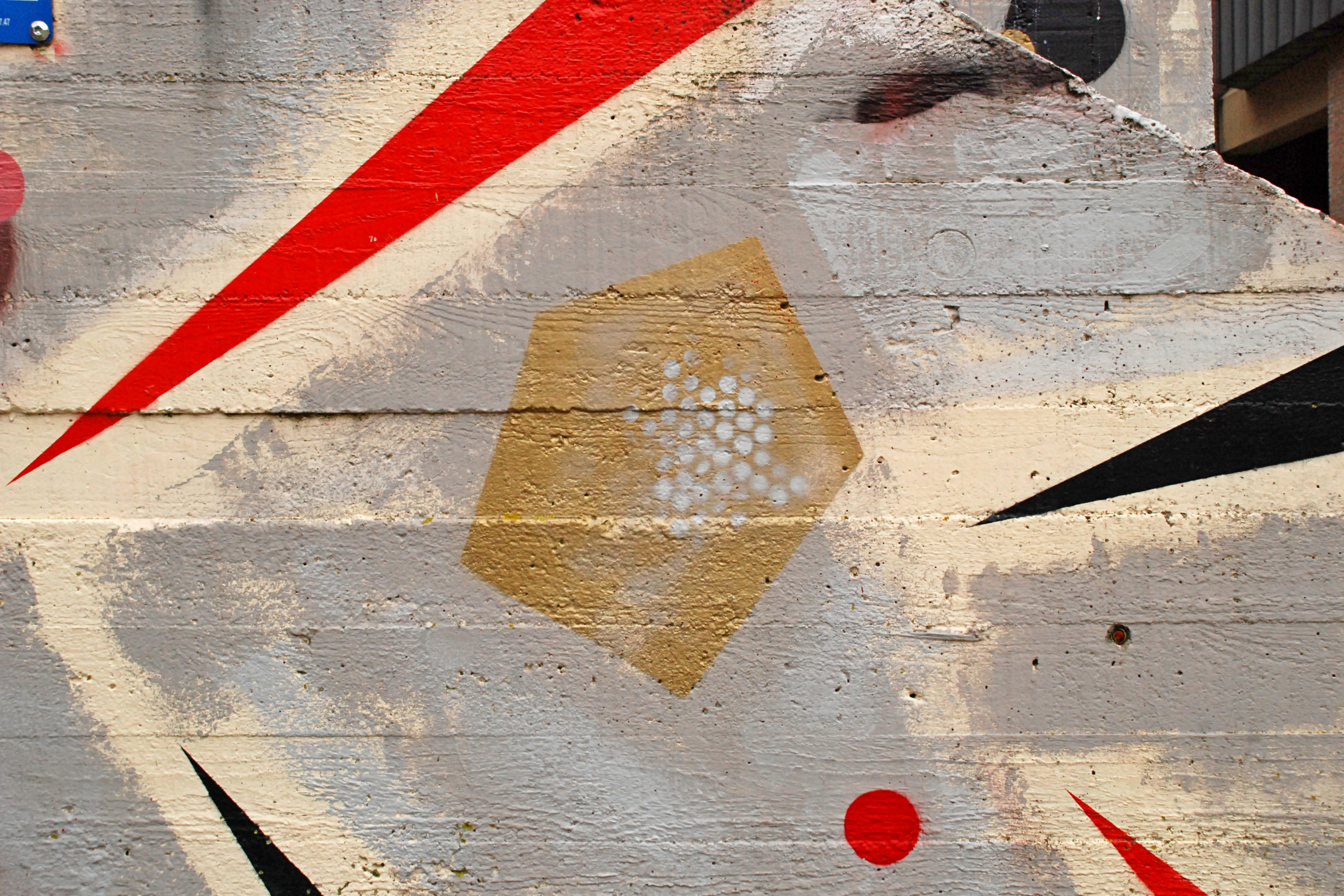
Pentagone doré.
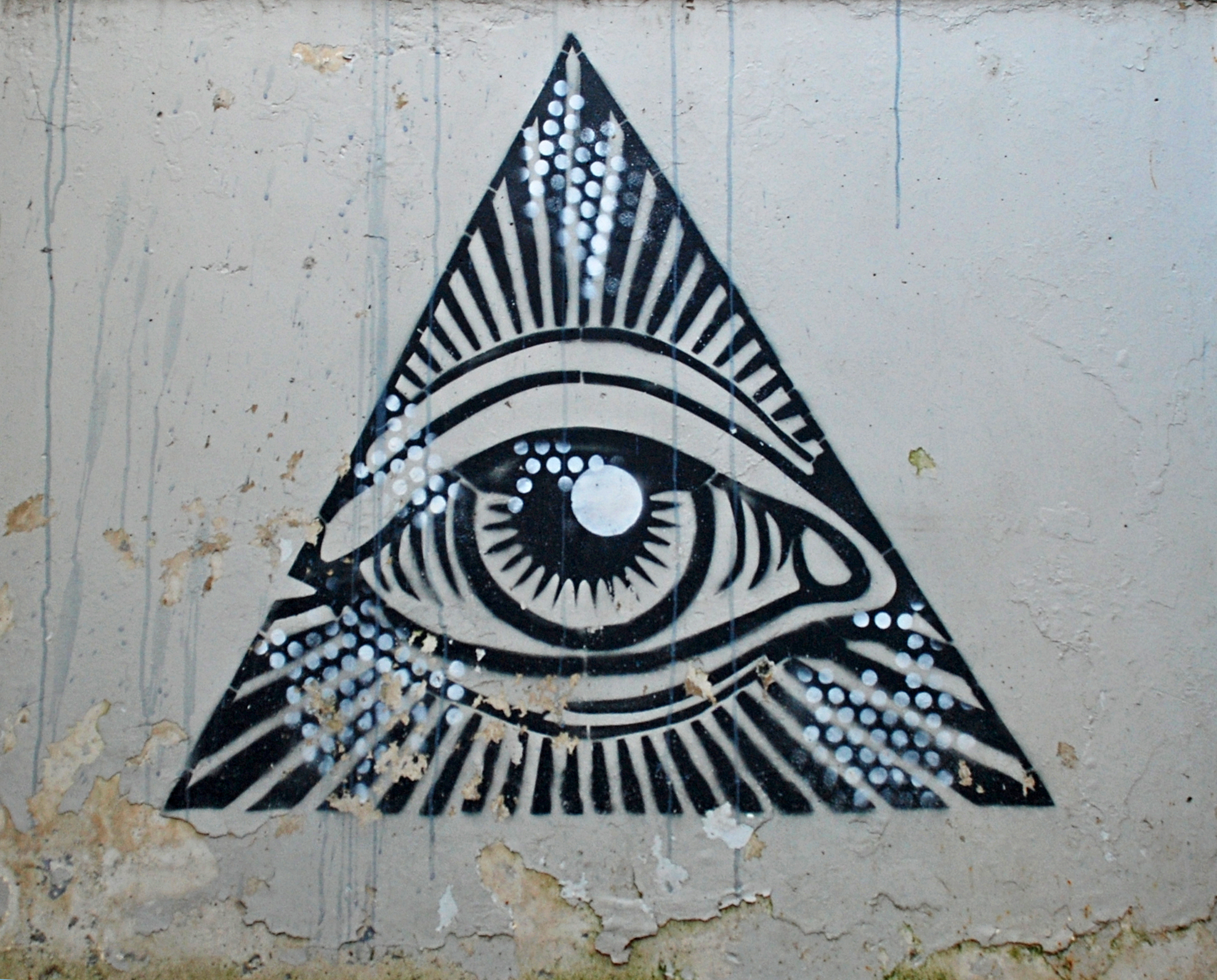
L'œil de la Providence.

L'artiste signe à plusieurs reprises, soit « Damien-Paul Gal » soit « D P G », et dans les deux cas, sa signature est accompagnée de la silhouette d'un homme en train de fumer.

Signatures
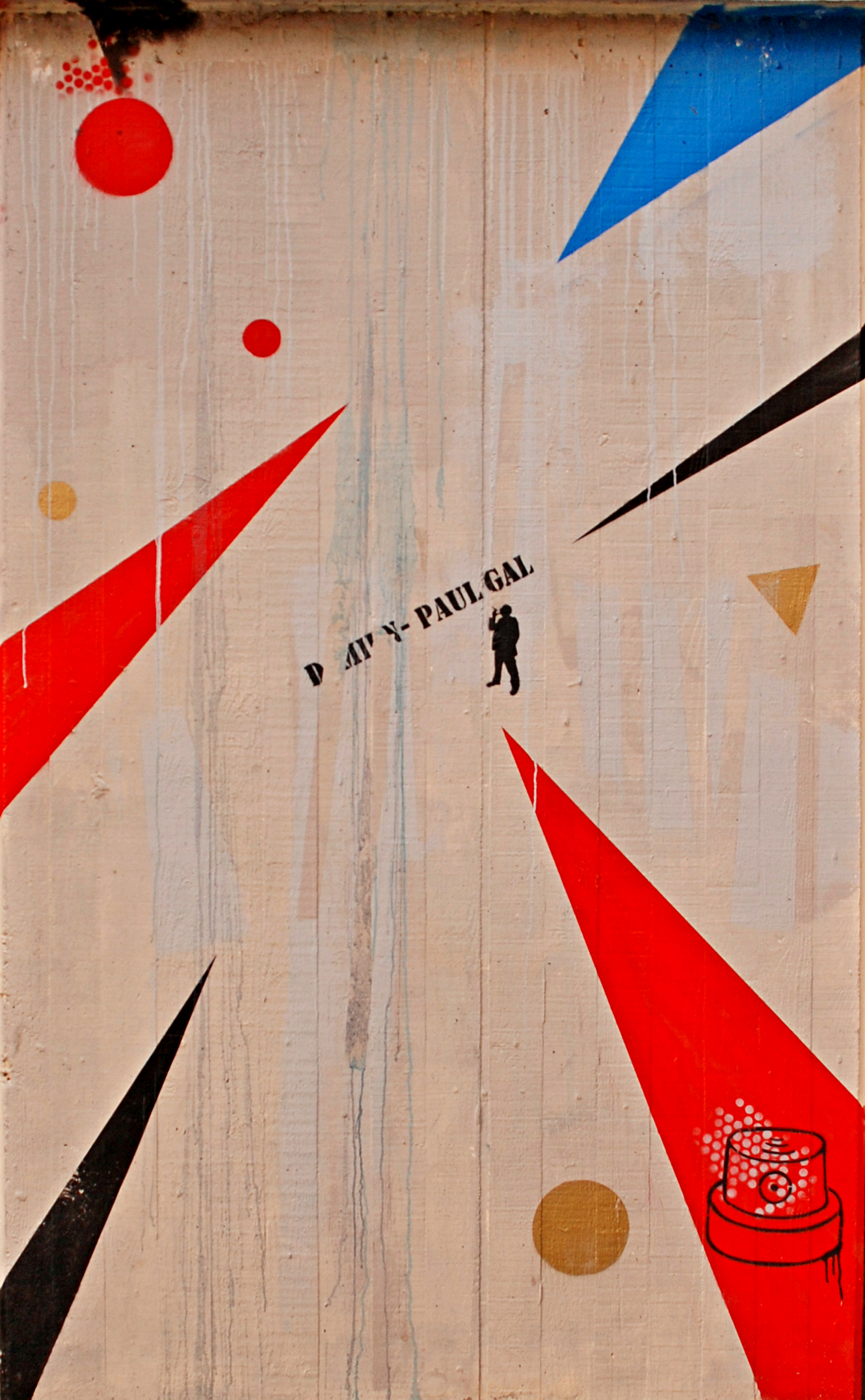
Pan de mur signé.
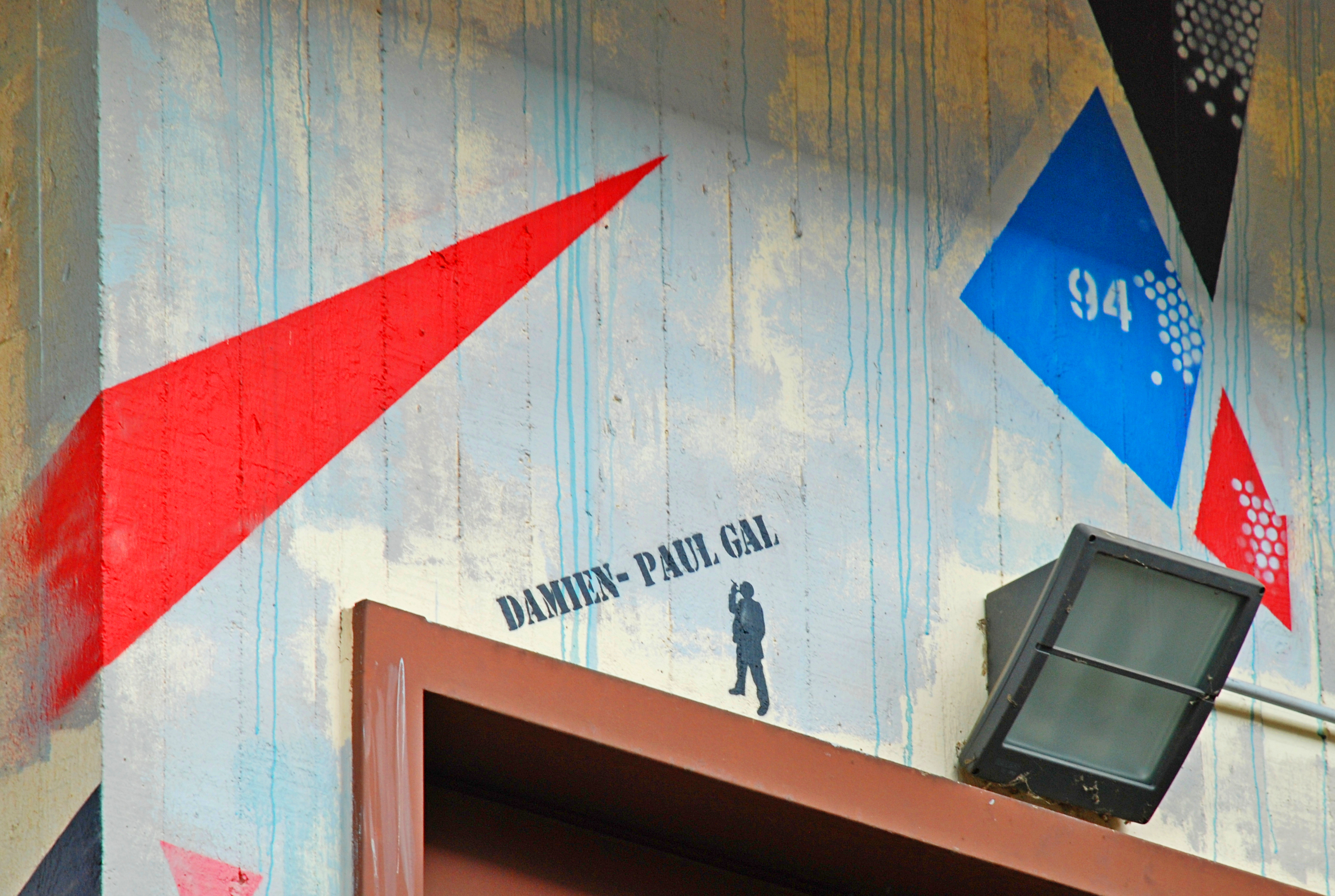
Signature « Damien-Paul Gal » et logo du spray Montana 94 au-dessus d'une issue de secours.
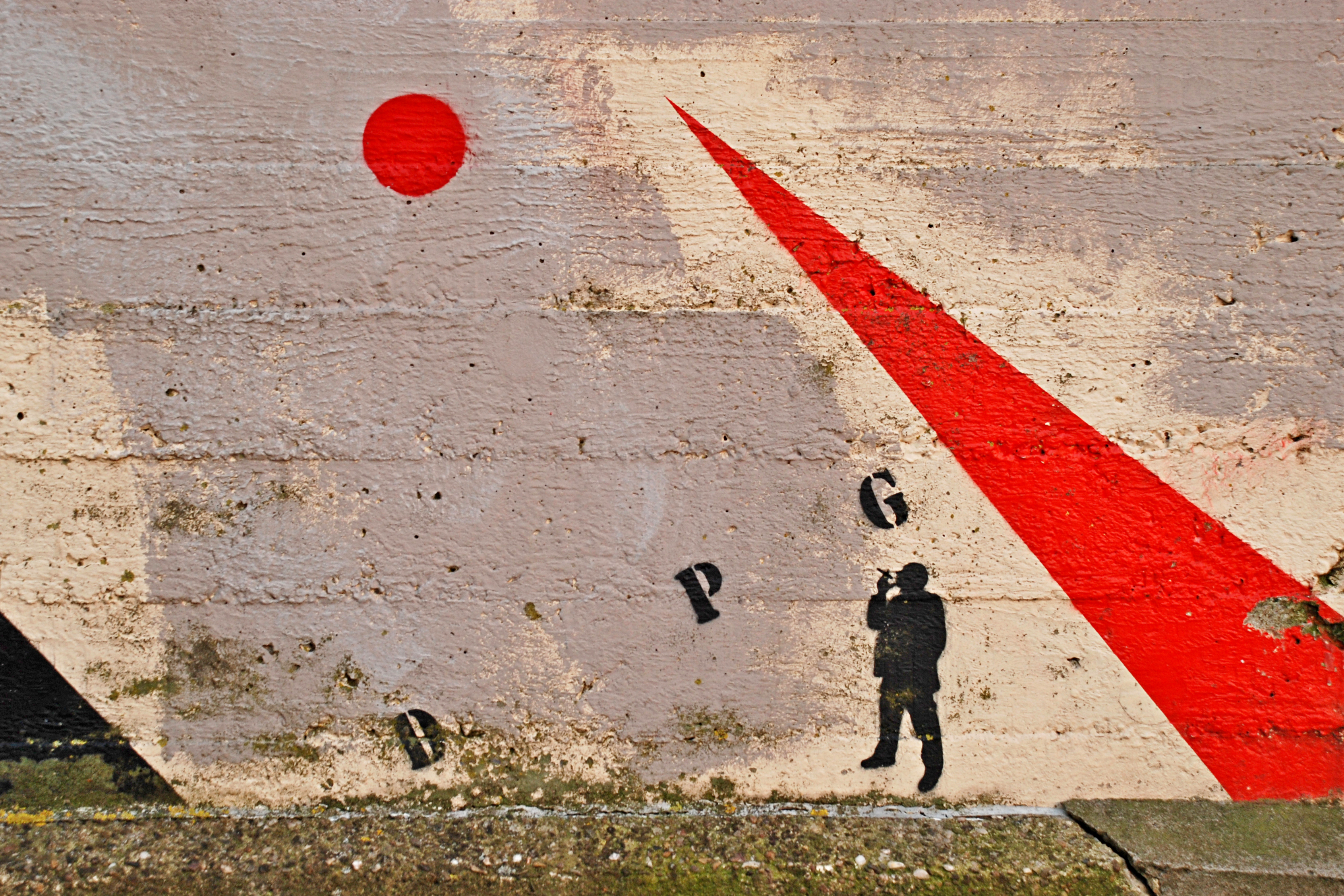
Signature « D P G » au ras du sol.

#### Quai de la gare de Louvain-la-Neuve
Au bout du quai de la gare de Louvain-la-Neuve, sous la dalle piétonne qui donne accès à l'entrée nord du centre commercial L'Esplanade, se trouvent plusieurs fresques dont une de Damien-Paul Gal.
Ici, le graffeur représente une étreinte entre une jeune femme au vêtement rouge vif et un jeune homme dont la silhouette est entièrement faite de motifs « Louis Vuitton », un motif qu'il aime détourner dans sa dénonciation de la société de consommation.
L'artiste signe en bas à droite d'une signature déjà rencontrée deux fois sur les murs du théâtre Jean Vilar et, comme il l'avait fait au théâtre Jean Vilar, il imprime le logo du Kosmopolite Art Tour Belgium 2015 et du modèle de bombe aérosol Montana 94 très utilisé par les graffeurs du KAT 2015.

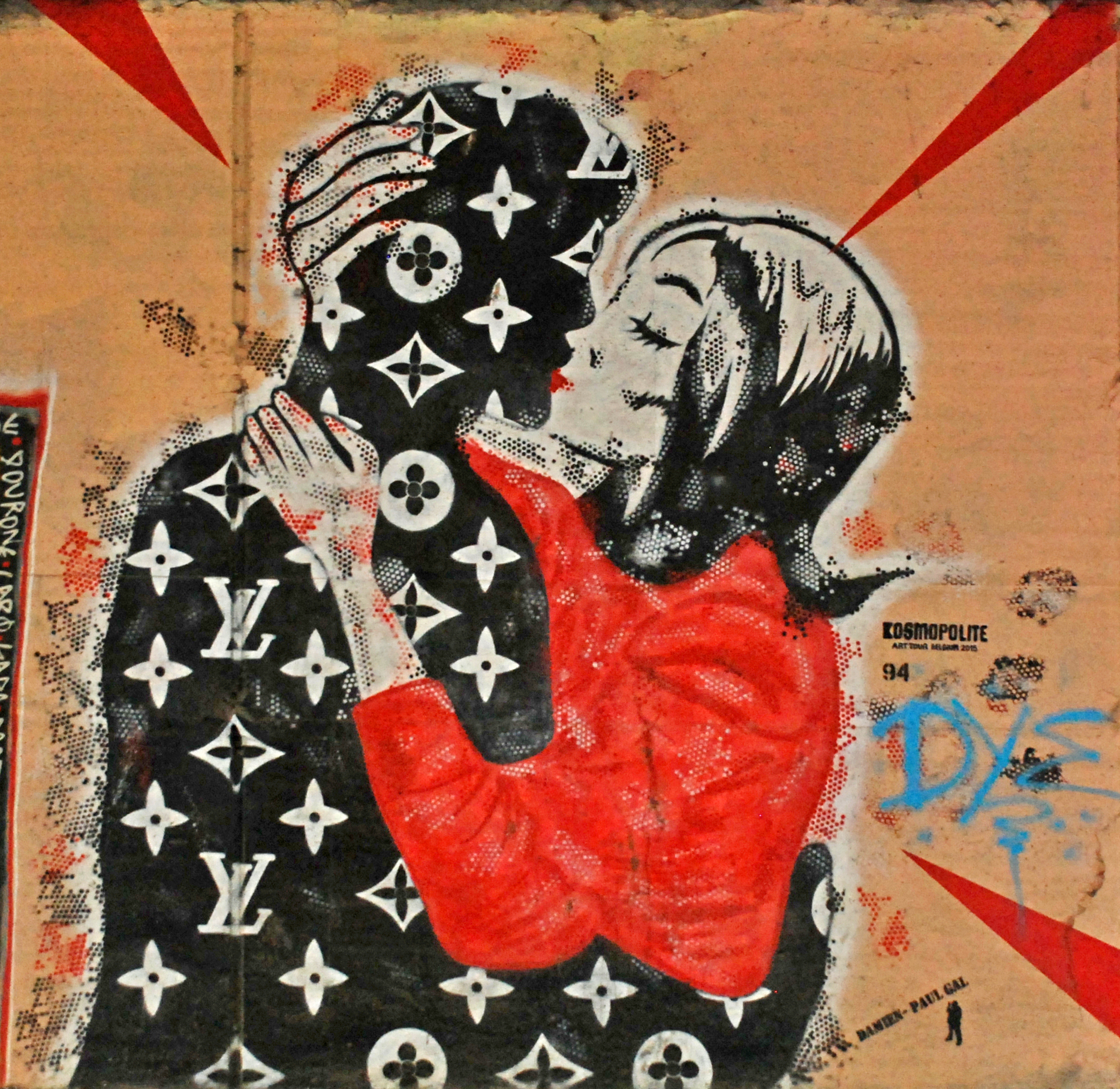
L'homme « Louis Vuitton ».
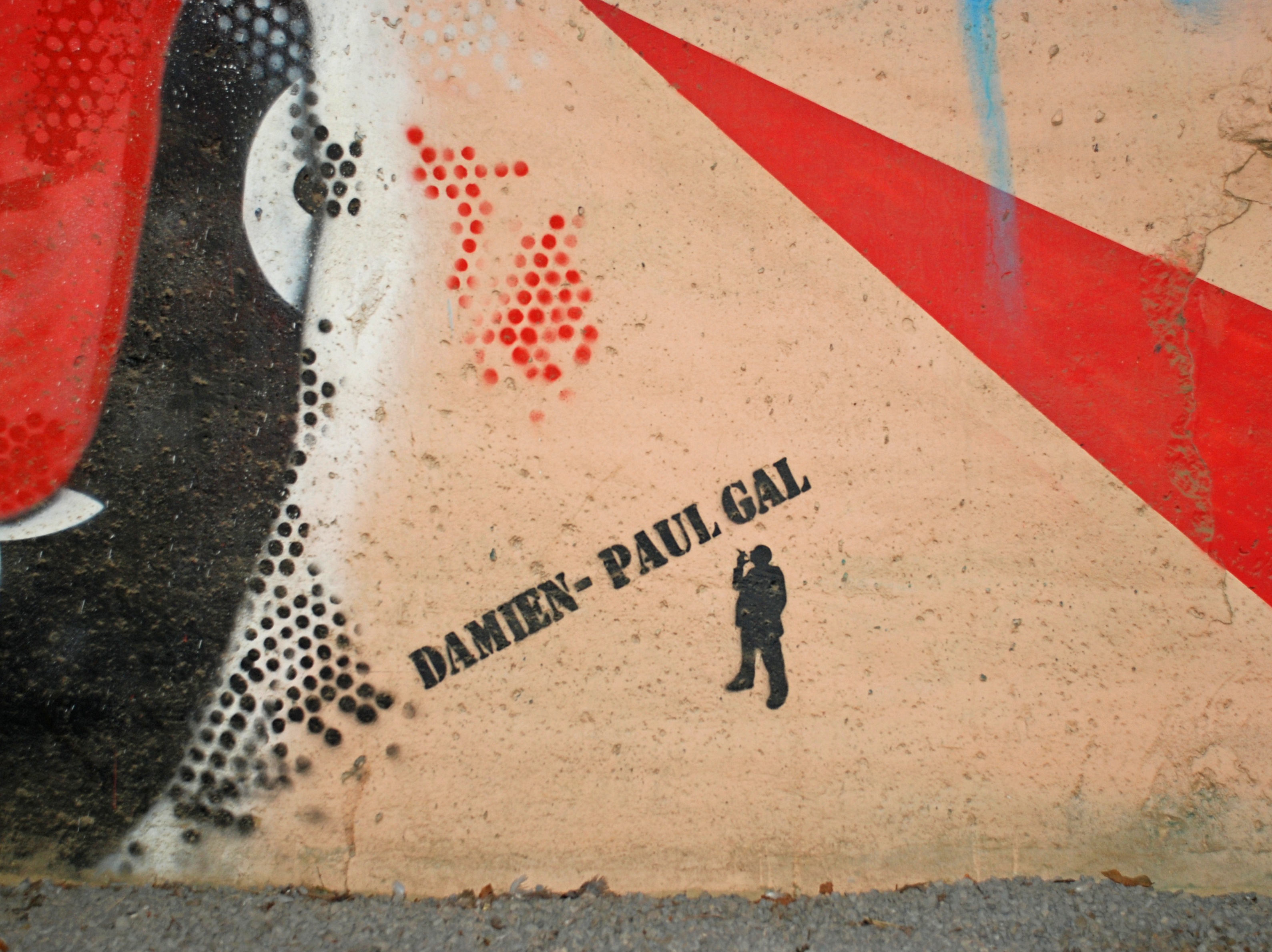
Signature de Damien-Paul Gal.
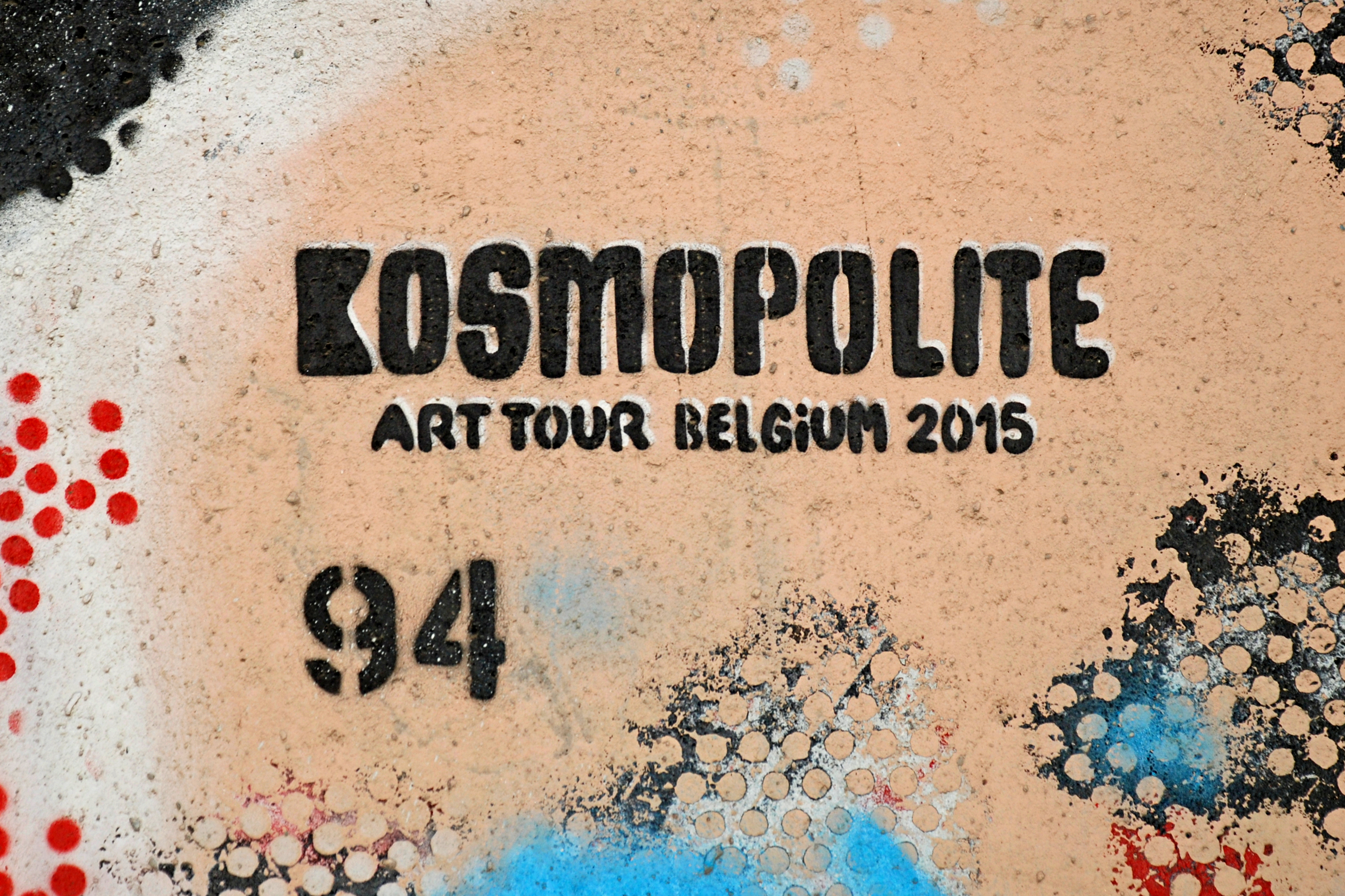
Logo du Kosmopolite Art Tour Belgium 2015 et du spray Montana 94.

#### Collège Jacques Leclercq
- Si vous ne connaissez pas le sujet, laissez ce bandeau (vous pouvez alors contacter les auteurs).
- Si vous supprimez le contenu mis en cause (vous pouvez préalablement contacter les auteurs),

argumentez précisément cette suppression dans la page de discussion
(un manque de référence n'est pas un argument ; une recherche réelle de référence doit avoir été effectuée, être formellement documentée).
Sur la place Montesquieu se dresse le Collège Jacques Leclercq, un immeuble construit par les architectes Jean Cosse et Émile Verhaegen entre 1973 et 1975, et éminemment représentatif de l'architecture brutaliste, dont les surfaces de béton brut sont propices aux peintures murales.
Dans un petit recoin, au-dessus d'une grille d'égout, se cache une petite fresque de Damien-Paul Gal.
L'artiste y représente un sac, entouré de fins triangles acérés similaires à ceux qu'il utilise en grand nombre au Théâtre Jean Vilar et sur la fresque « Louis Vuitton » du quai de la gare. Il signe de la même façon que sur les œuvres précitées mais, cette fois, sans la silhouette d'un homme en train de fumer.

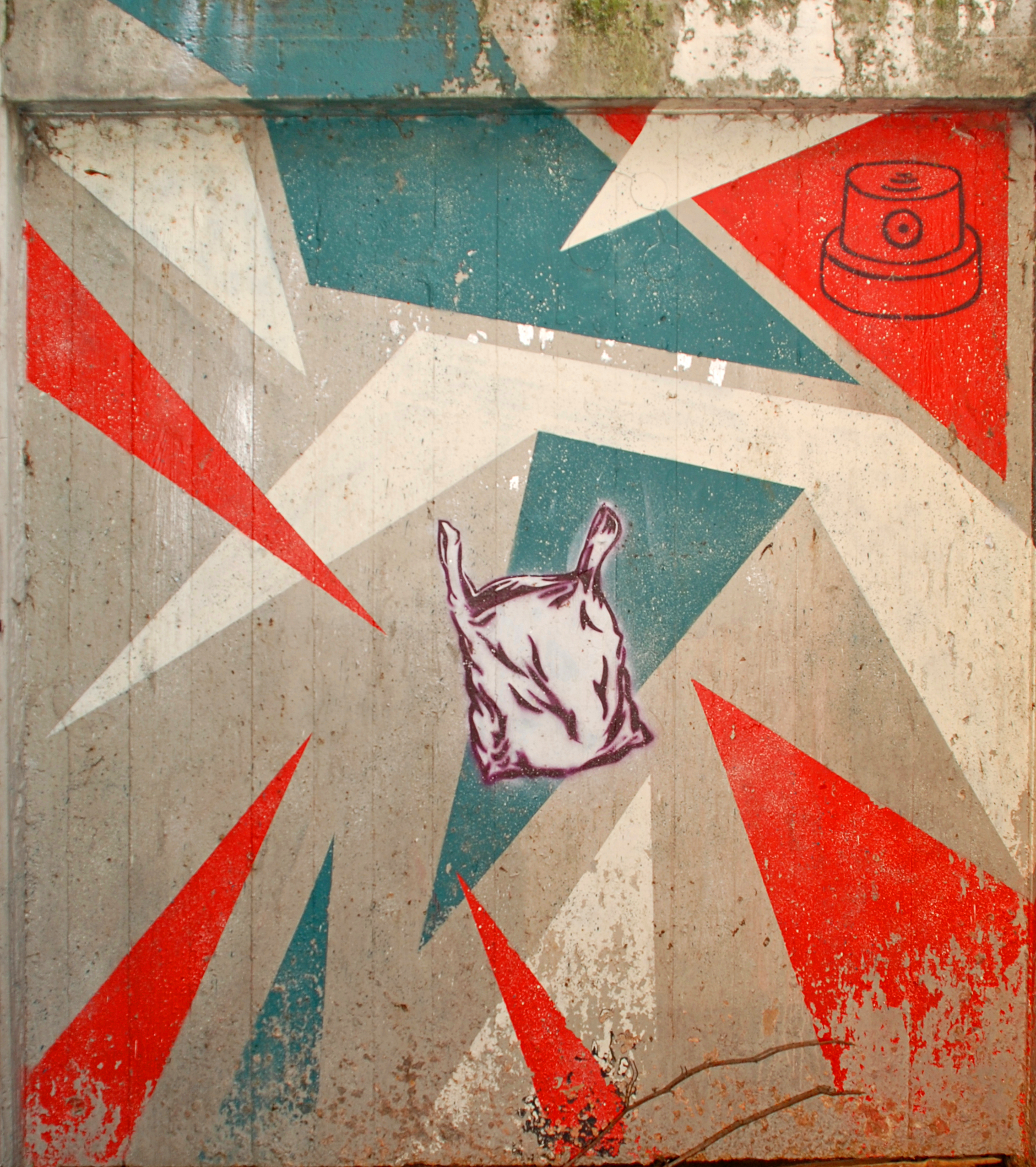
Fresque.
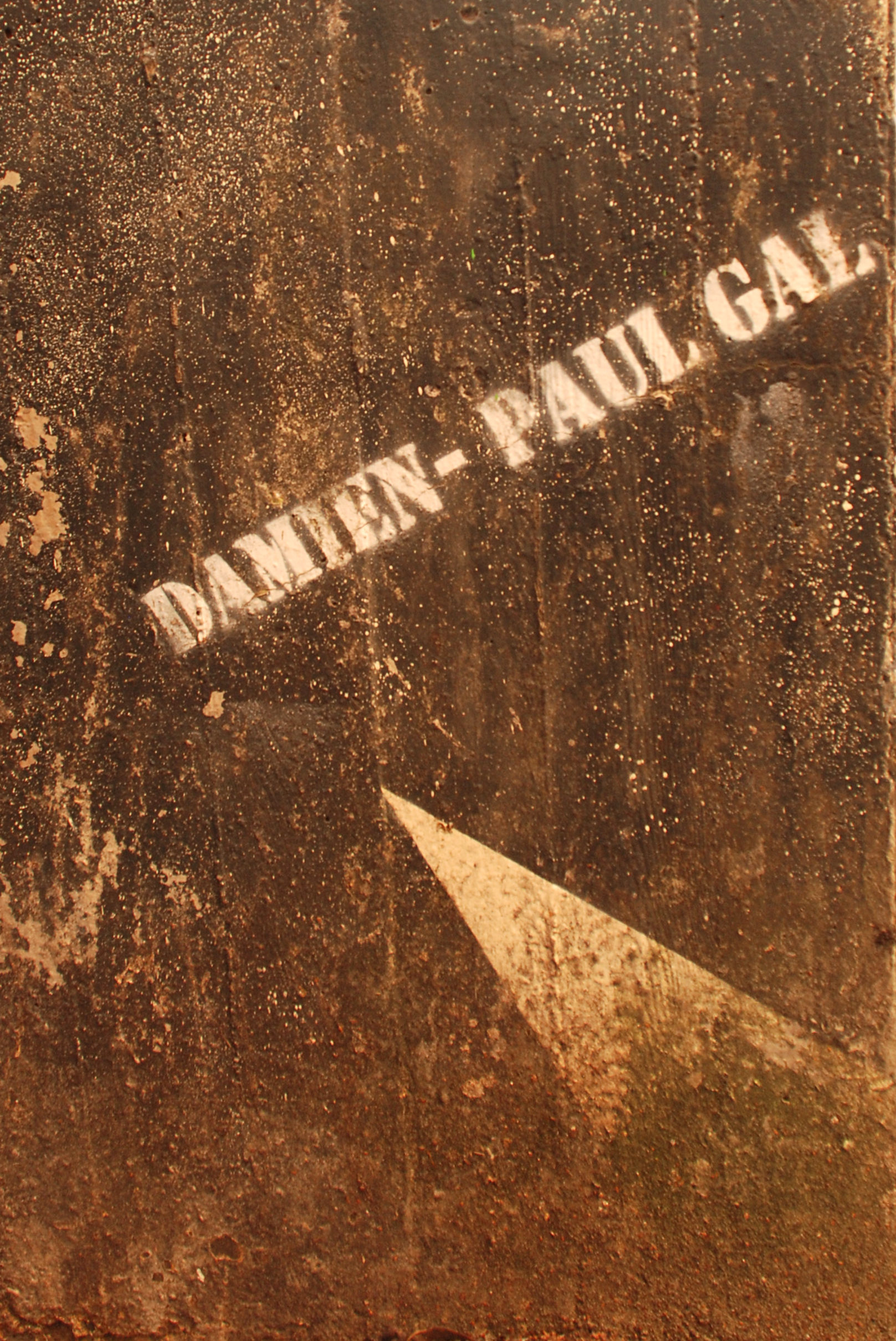
Signature.